# Brandon Adams
Brandon Quintin Adams (n. 22 de agosto de 1979) es un actor estadounidense, conocido por haber interpretado a Jesse Hall en las tres películas de la serie The Mighty Ducks y a Kenny DeNuñez en The Sandlot (también conocida en Hispanoamérica como Cuidado, Hércules vigila).
Adam también apareció en las series televisivas The Fresh Prince of Bel-Air, Martin, y en Moonwalker, una serie antológica sobre la música de Michael Jackson.
También le dio la voz a Raijin en Kingdom Hearts II y ocasionalmente se desempeña como rapero, bajo el nombre de B. Lee.

## Filmografía
- 1988: Moonwalker como Zeke (segmento "Smooth Criminal") / Joven Michael (segmento "Badder")
- 1989: Polly como Jimmy Bean
- 1990: Polly: Comin' Home! como Jimmy Bean
- 1991: Sunday in Paris como Brandon Chase
- 1991: The People Under the Stairs como Poindexter "Fool" Williams
- 1992: The Mighty Ducks como Jesse Hall
- 1993: The Sandlot como Kenny DuNunez
- 1993: Ghost in the Machine como Frazer
- 1994: Beyond Desire como Vic Delgado
- 1994: D2: The Mighty Ducks como Jesse Hall
- 2001: MacArthur Park como Terry
- 2012: Stuck in the Corners como Mike

### Televisión
- 1989: Quantum Leap como hermano mayor
- 1989-1990: Empty Nest como Georgie/Peter
- 1989-1991: A Different World como Dion
- 1990: The Tom and Jerry Kids Show como voces adicionales
- 1992: Nightmare Cafe como Luke
- 1993: Martin como chico #2
- 1993: South Beach como TJ
- 1993: Droopy's Tennis Open como voces adicionales
- 1994: The Fresh Prince of Bel-Air como Bryan/Ramon
- 1994: Roc como Terrence
- 1995: Boy Meets World como Alex
- 1995: Sister, Sister como Michael
- 1996: The Burning Zone como D-Ray Drummond
- 1997: ARK, the Adventures of Animal Rescue Kids como Barrett McKibble
- 1998-1999: Moesha como Aaron

## Videojuegos
- 2006: Kingdom Hearts II como Raijin